# Bob Netolicky
Robert « Bob » Netolicky, né le 2 août 1942 à San Francisco, en Californie, est un ancien joueur américain de basket-ball. Il évolue au poste d'ailier fort et de pivot.

## Biographie
Bob Netolicky est l'un des six joueurs à avoir participé à chacune des neuf saisons de l'American Basketball Association, avec Freddie Lewis, Byron Beck, Stew Johnson, Gerald Govan et Louie Dampier.

## Palmarès
- Champion ABA 1970, 1972
- 4 fois All-Star ABA (1968, 1969, 1970, 1971)
- Nommé dans la ABA All-Rookie First Team 1968
- Nommé dans la All-ABA Second Team 1970